# Черняково (Брестская область)
Черняково (бел. Чарнякава) — деревня в Берёзовском районе Брестской области Беларуси. Входит в состав Сигневичского сельсовета.

## География
Деревня находится в центральной части Брестской области, при автодороге Н-111, на расстоянии приблизительно 18 километров (по прямой) к югу от города Берёза, административного центра района. Абсолютная высота — 153 метра над уровнем моря. Площадь населённого пункта — 0,1375 км².

## История
По состоянию на 1905 год, в Чернякове проживало 298 человек. В административном отношении село входило в состав Черняковской волости Пружанского уезда Гродненской губернии.
Согласно Рижскому мирному договору (1921), хутора Чернякув I и Чернякув II вошли в состав межвоенной Польши. Входили в состав гмины Чернякув Пружанского повета Полесского воеводства. В 1921 году совокупно числилось 27 жителей, проживавших в 5 домах. В этническом составе населения обоих хуторов того периода белорусы составляли 74,1 %, поляки — 25,9 %. В конфессиональном составе населения преобладали православные христиане (74,1 %).
С 1939 года в БССР, с 1940 года деревня в составе Пешкинского сельсовета, который в 1954 году был переименован в Борковский сельсовет.

## Население
По данным переписи 2019 года, постоянное население в деревне отсутствовало.
| Год  | Население, человек |
| ---- | ------------------ |
| 1905 | 298                |
| 1921 | ↘ 27               |
| 2009 | ↘ 2                |
| 2019 | ↘ 0                |

## Достопримечательность
- Свято-Николаевская церковь (1864) —  Историко-культурная ценность Республики Беларусь, шифр 113Г000157.

## Галерея

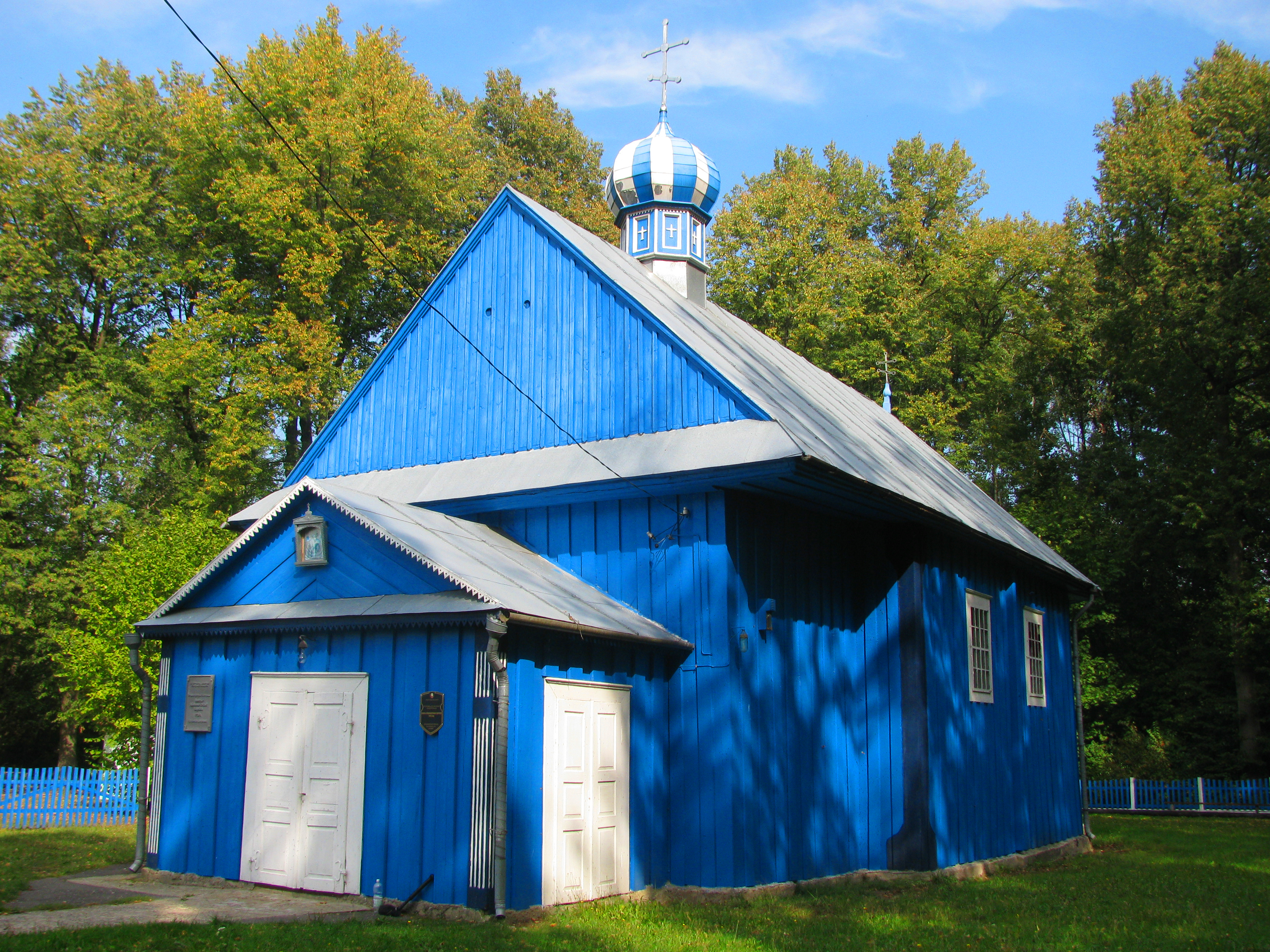
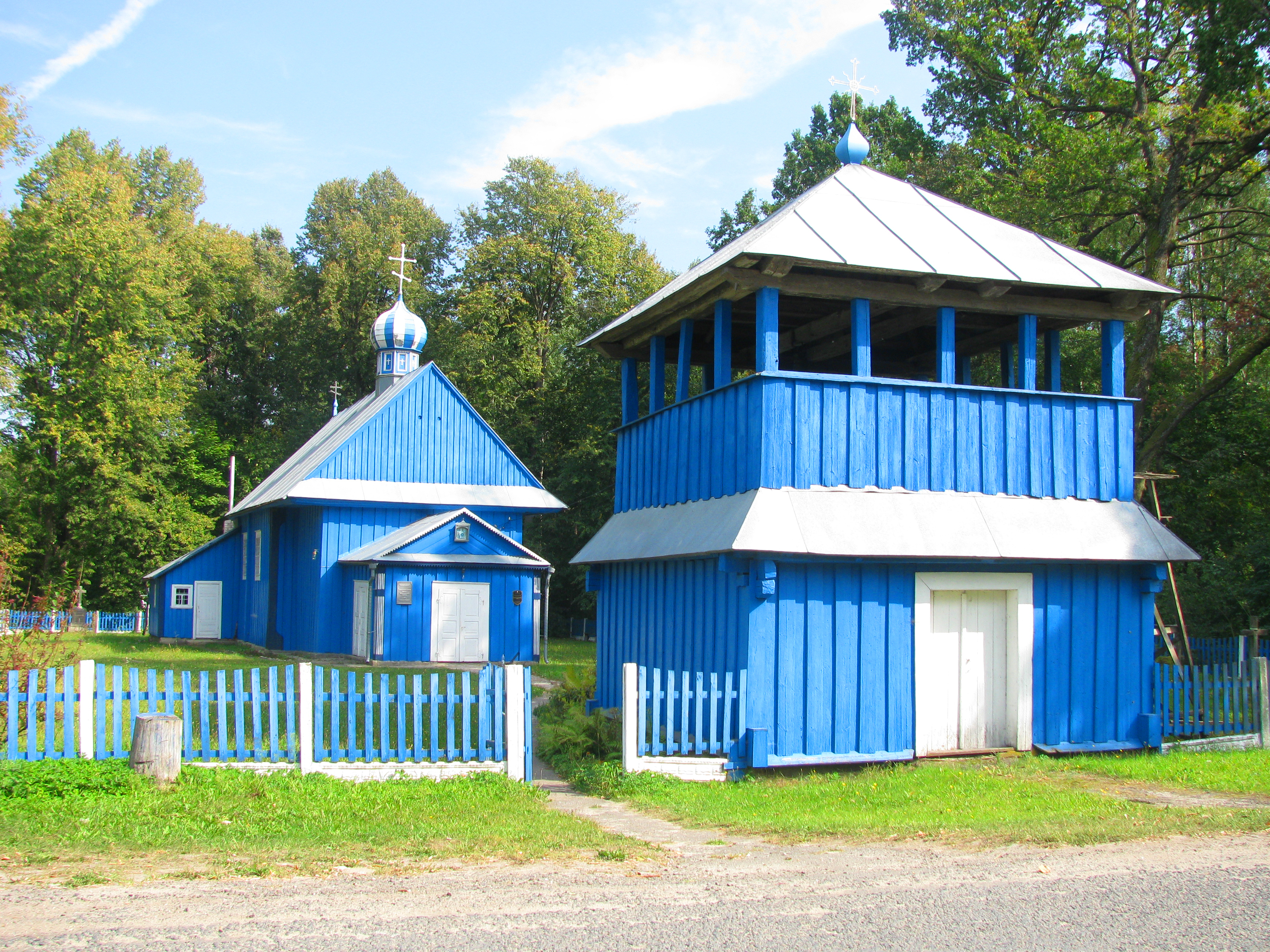
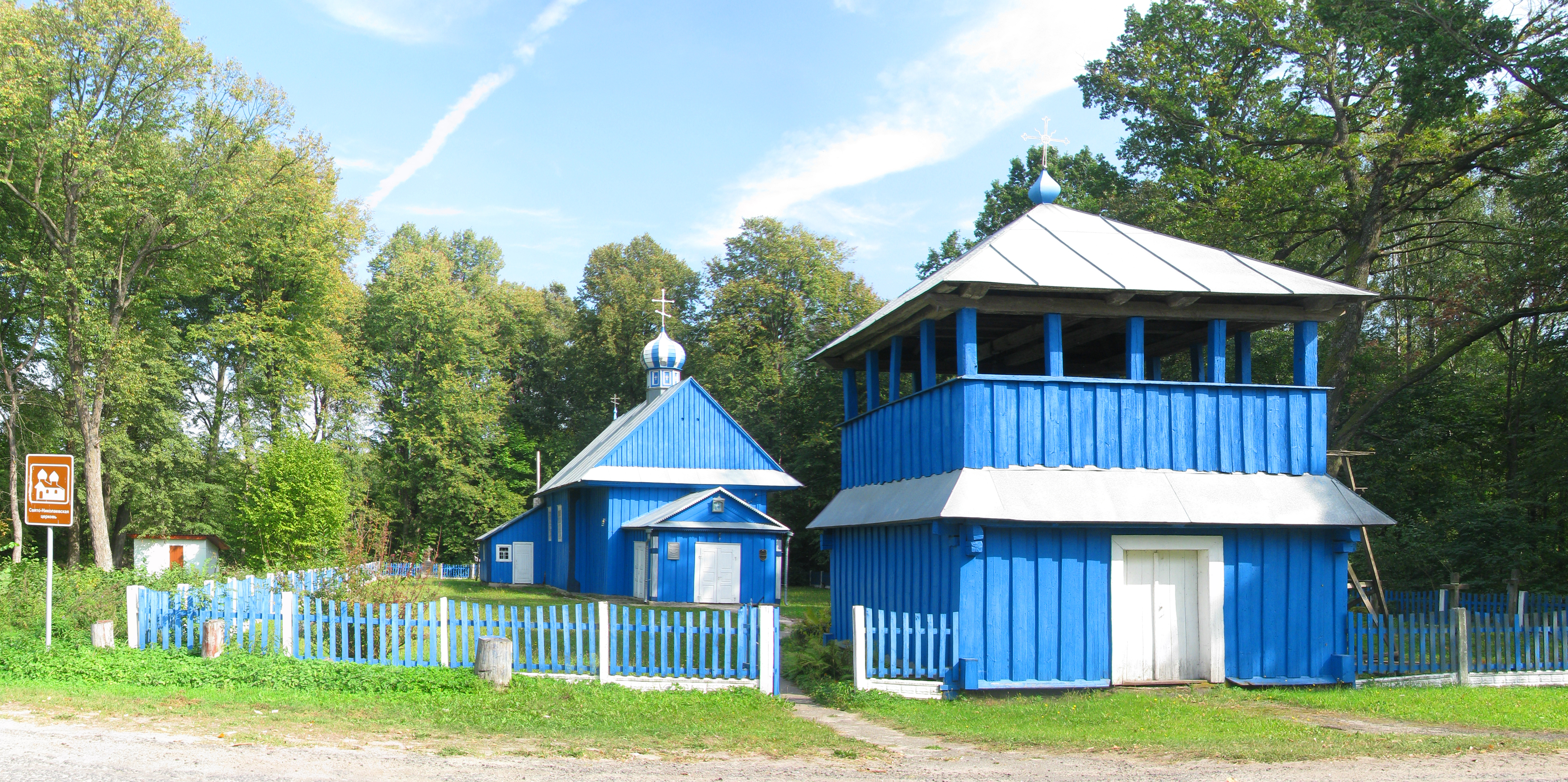
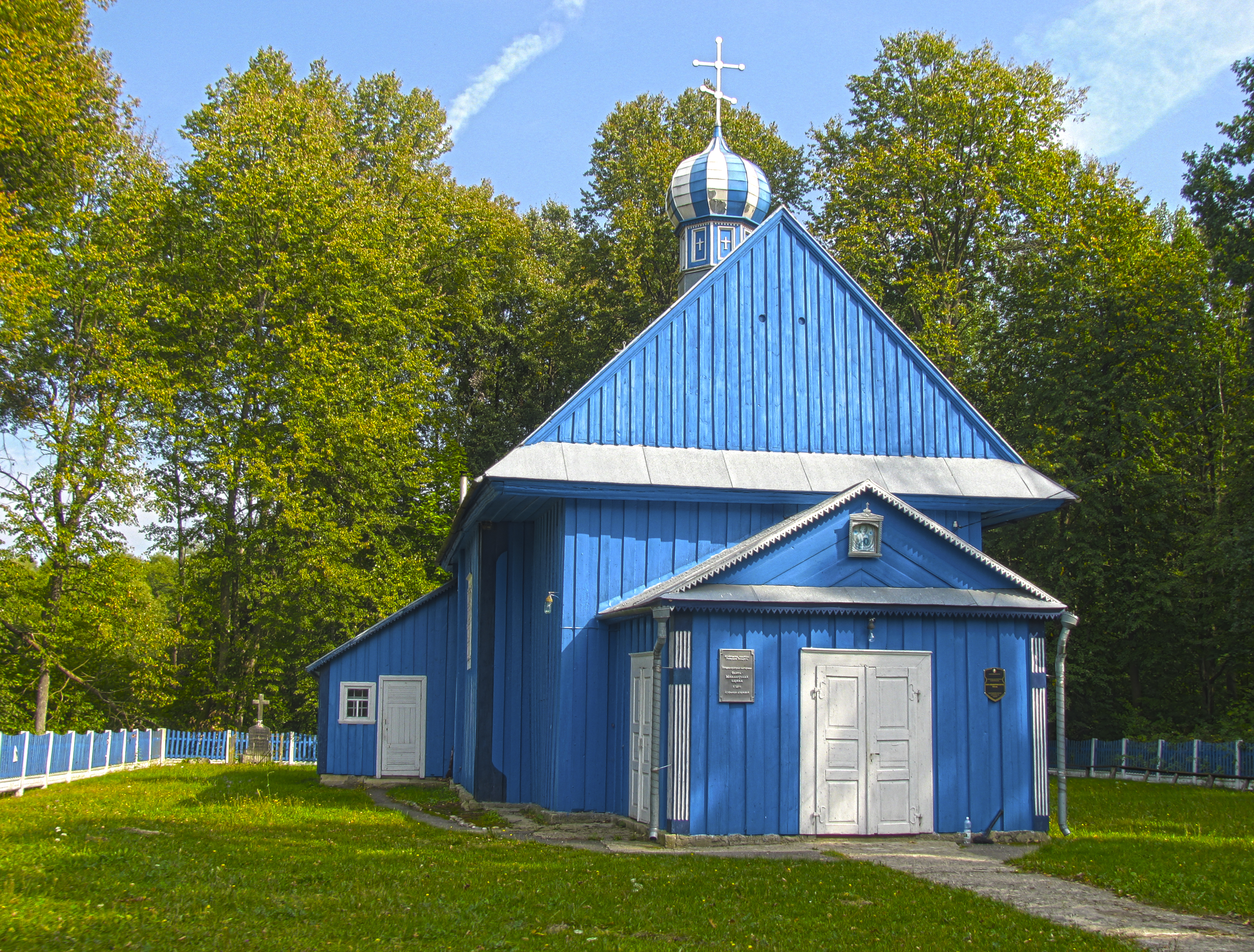